# Chanteraine
Chanteraine è un comune francese di 215 abitanti situato nel dipartimento della Mosa nella regione del Grand Est.

## Società

### Evoluzione demografica
Abitanti censiti